# Stevie Wonder
Stevie Wonder (Saginaw, Michigan, 13 de maig de 1950) és un cantant, compositor, productor discogràfic, músic i activista social estatunidenc. Ha gravat més de 30 èxits de venda, ha guanyat 25 premis Grammy (el rècord per a un artista viu), i ha estat inclòs en el saló de la fama del Rock and Roll.
Cec des de la infància, Wonder era un nen prodigi que va signar amb el segell Tamla de Motown a onze anys, on li van donar el nom professional de Little Stevie Wonder. El senzill de Wonder "Fingertips" va ser un èxit número 1 a la Billboard Hot 100 el 1963, a tretze anys, convertint-lo en l'artista més jove en encapçalar la llista. L'èxit de crítica de Wonder va arribar al seu punt àlgid als anys setanta. El seu "període clàssic" va començar el 1972 amb els llançaments de Music of My Mind i Talking Book, aquest últim amb "Superstition ", que és un dels exemples més distintius i famosos del so del teclat Hohner Clavinet. Les seves obres Innervisions (1973), Fulfillingness' First Finale (1974) i Songs in the Key of Life (1976) totes van guanyar el Grammy a l'àlbum de l'any, el que el converteix en el posseïdor del rècord empatat amb més Àlbums de l'Any guanyats, amb tres. També és l'únic artista que ha guanyat el premi amb tres llançaments consecutius d'àlbums. Wonder va començar el seu "període comercial" als anys vuitanta; va aconseguir els seus majors èxits i el més alt nivell de fama, va augmentar les vendes d'àlbums, la participació benèfica, les col·laboracions d'alt perfil (incloent-hi Paul McCartney i Michael Jackson), l'impacte polític i les aparicions a la televisió. Wonder ha continuat romanent actiu en la música i les causes polítiques.
És un dels més reeixits i reconeguts artistes de tots els temps, amb més de 100 milions d'unitats venudes. Ha gravat discos que van ser aclamats per la crítica, també ha escrit i produït per a altres artistes. Toca uns quants instruments com la bateria, el baix, la conga i, més notablement, el piano i l'harmònica. Els crítics diuen que l'alta qualitat de les seves composicions deixa veure el seu geni musical. Wonder ha estat inclòs en el Rhythm and Blues Music Hall of Fame, Rock and Roll Hall of Fame i Songwriters Hall of Fame. També és conegut pel seu treball com a activista per causes polítiques, inclosa la seva campanya de 1980 per convertir l'aniversari de Martin Luther King Jr. en un festa federal als Estats Units. El 2009, va ser nomenat Missatger de la Pau de les Nacions Unides, i el 2014, va ser honrat amb la Medalla Presidencial de la Llibertat.

## Biografia i carrera musical

### Infància
Steveland Judkins va néixer prematurament a Saginaw (Michigan) el 13 de maig de 1950, el tercer dels cinc fills de Lula Mae Hardaway, i el segon dels dos fills de Hardaway amb Calvin Judkins. Es creia que la causa de la ceguesa va ser que hi havia massa oxigen a la incubadora, però l'oxigen li va salvar la vida. La causa real va ser el desenvolupament ocular truncat per l'excés d'oxigen que va donar lloc a un desordre anomenat retinopatia de prematureitat (ROP). Els seus pares van morir quan era petit. Va ser adoptat i li van donar un nou nom Steveland Morris. Va aprendre des de molt petit a tocar gran quantitat d'instruments, destacant amb el piano, les congues i l'harmònica. Va formar una associació de cant amb un amic; anomenant-se Stevie i John, tocaven a les cantonades dels carrers i ocasionalment en festes i balls.
Quan era nen, Wonder va assistir a la Fitzgerald Elementary School a Detroit. Després de la publicació del seu primer àlbum, The Jazz Soul of Little Stevie (1962), es va matricular a l'escola de Michigan per a cecs a Lansing.

### Carrera primerenca, 1962-1971
El 1961, a onze anys, Wonder va cantar la seva pròpia composició, "Lonely Boy", a Ronnie White de the Miracles; White va portar Wonder i la seva mare a una audició a Motown, on el CEO Berry Gordy va contractar Wonder per al segell Tamla de Motown. El cognom de Stevie era un problema fins que Clarence Paul, un compositor, va suggerir "Wonder", raonant que, "No podem seguir presentant-lo com a 'La vuitena meravella del món'". A causa de l'edat de Wonder, el segell va redactar un contracte de cinc anys en el qual els drets d'autor es mantindrien en fideïcomís fins que Wonder tingués vint-i-un anys. Ell i la seva mare cobrarien un estipendi setmanal per cobrir les seves despeses: Wonder va rebre 2,50 dòlars per setmana, i se li proporcionava un tutor privat quan Wonder estava de gira.
A tretze anys, el petit Stevie Wonder va tenir el seu primer èxit, "Fingertips (Pt. 2)", un senzill de 1963 pres d'enregistraments en viu. Stevie era vocalista i tocava les congues i l'harmònica, i el jove Marvin Gaye era a la bateria. Va ser un èxit als Estats Units i el va llançar al reconeixement del públic. El single va ser núm.1 al Billboard Hot 100 fent de Wonder l'artista més jove a encapçalar la llista. Simultàniament, va ser núm. 1 a la llista R&B, el primer cop que passava. Els seus següents enregistraments, però, no van tenir èxit; la seva veu va anar canviant a mesura que es feia gran, i alguns executius de Motown estaven considerant cancel·lar el seu contracte de gravació. Durant 1964, Wonder va aparèixer en dues pel·lícules com ell mateix, Muscle Beach Party i Bikini Beach, però tampoc no van tenir èxit. Sylvia Moy va persuadir el propietari del segell Berry Gordy perquè li donés una altra oportunitat a Wonder.
Eliminant el "Little" del seu nom, Moy i Wonder van treballar junts per crear l'èxit Uptight (Everything's Alright), i Wonder va tenir una sèrie d'altres èxits a mitjan dècada de 1960, incloent-hi With a Child's Heart i Blowin' in the Wind, una cançó de Bob Dylan, que va cantar amb el seu mentor, el productor Clarence Paul, i va ser una de les primeres cançons que van reflectir la consciència social de Wonder. També va començar a treballar al departament de composició de cançons de Motown, component cançons tant per a ell com per als seus companys de discogràfica, incloent-hi The Tears of a Clown, un èxit número 1 per a Smokey Robinson and the Miracles (va ser llançat per primera vegada l'any 1967, gairebé desapercebut com l'últim tema del seu LP Make It Happen LP, però finalment es va convertir en un gran èxit quan es va tornar a llançar com a senzill el 1970, la qual cosa va fer que Robinson reconsiderés la seva intenció d'abandonar el grup).
Cap al 1970, Wonder havia tingut a més èxits, com My Cherie Amour o I Was Made to Love Her. El reeixit senzill Signed, Sealed, Delivered I'm Yours va ser la seva primera cançó autoproduïda. A més va ser l'aparador del grup Wonderlove, format per Minnie Riperton, Deniece Williams, Lynda Laurence, i Syreeta Wright, amb qui Wonder es va casar el 14 de setembre de 1970. Wonder i Wright es van divorciar 18 mesos després, però van continuar la col·laboració musical i una bona amistat fins a la mort de Syreeta el 2006. Després de divorciar-se de Syreeta, Stevie es va tornar a casar amb un altre membre de la Motown, Yolanda Simmons, amb la qual té 2 fills, Aisha Zakiya i Keita Sawandi.
El 1969, Wonder va participar en el Festival de Música de Sanremo amb la cançó "Se tu ragazza mia", juntament amb Gabriella Ferri. Entre 1967 i 1970, va gravar quatre senzills de 45 rpm i un LP italià.
L'aparició de Wonder al Harlem Cultural Festival de 1969 obre el documental musical Summer of Soul de 2021. Wonder toca un solo de bateria durant la seva actuació.

### Anys 1970
A més de Marvin Gaye, Stevie Wonder va ser una de les poques estrelles de Motown a rebutjar els mètodes de la discogràfica: cantants, compositors, i productors eren a cooperatives separades amb poques o cap coincidència, i els artistes no tenien gens de control de les creacions. Wonder va discutir amb Berry Gordy uns quants cops. Motown va llançar un àlbum amb el nom de Eivets Rednow (Stevie Wonder de l'inrevés). Les discussions van continuar, Wonder va deixar que s'acabés el contracte, i va deixar la companyia el 1971. El darrer àlbum va ser Where I'm Coming From. Gordy es va oposar al seu llançament.
El 1972 Stevie va conèixer a Johanan Vigoda, un advocat que va aconseguir que l'artista signés un contracte milionari, concedint-li al mateix temps una llibertat creativa inimaginable en aquells moments dins d'una companyia tan fèrria com era la Motown. El primer disc que Stevie va gravar sota aquesta nova política va ser Music of my Mind, en el qual el cantant es feia càrrec, per primera vegada en la història, de l'enregistrament de pràcticament tots els instruments del disc, a més d'exercir les tasques de producció, composició i arranjaments. Music of My Mind va marcar l'inici d'una llarga col·laboració amb Tonto's Expanding Head Band (Robert Margouleff i Malcolm Cecil), i la lletrista Yvonne Wright.
Llançat a finals de 1972, l'àlbum de Wonder Talking Book va incloure l'èxit número 1 "Superstition", que és un dels exemples més distintius i famosos del so del teclat Hohner Clavinet. Talking Book també va incloure "You Are the Sunshine of My Life", que també va arribar al número 1. Durant el moment del llançament de l'àlbum, Wonder va començar a anar de gira amb els Rolling Stones per pal·liar els efectes negatius de l'encasillament com a resultat de ser un artista de R&B als Estats Units. La gira de Wonder amb els Stones també van ser un factor de l'èxit de "Superstition" i "You Are the Sunshine of My Life". Entre ells, les dues cançons van guanyar tres Premis Grammy. En un episodi del programa de televisió infantil  Sesame Street que es va emetre l'abril de 1973, Wonder i la seva banda van interpretar "Superstition", així com un original anomenat "Sesame Street Song", que va demostrar les seves habilitats amb la televisió.

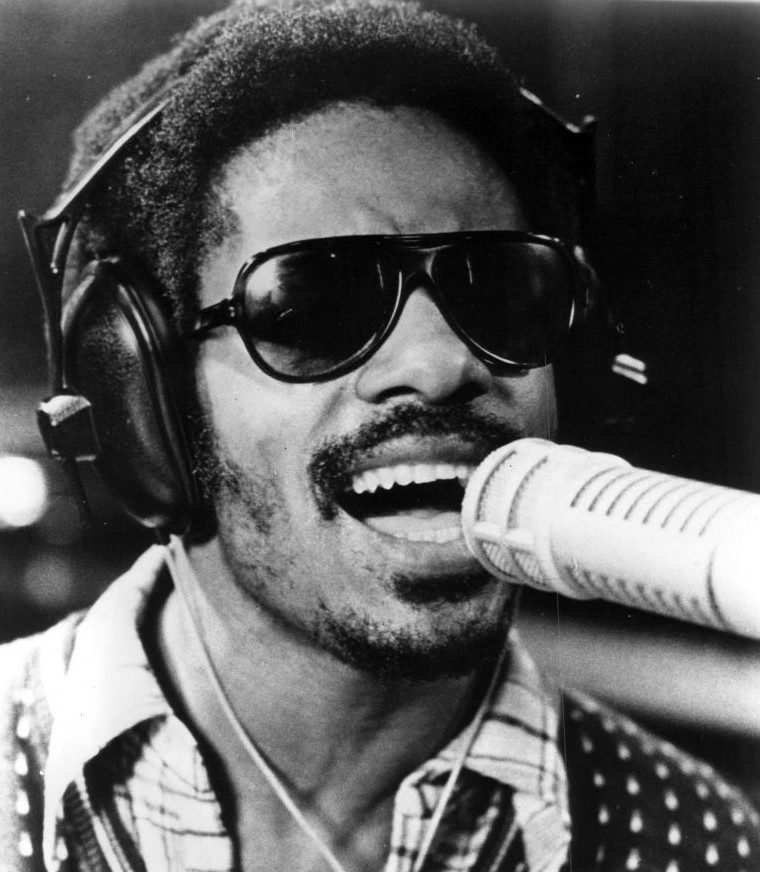
Wonder actuant el 1973, durant els primers anys del seu "període clàssic".

Innervisions, llançat el 1973, va incloure "Higher Ground" núm. 4 a les llistes de popularitat), així com el trencador "Living for the City" (núm. 8). Ambdues cançons van arribar al número 1 a les llistes de R&B. Balades populars com "Golden Lady" i "All in Love Is Fair" també van ser presents, en una barreja d'estats d'ànim que, tanmateix, s'unien com un tot unificat. Innervisions li van generar tres premis Grammy més, inclòs l'Àlbum de l'Any. L'àlbum ocupa el lloc número 34 a la llista de Rolling Stone dels 500 millors discs de tots els temps. Wonder s'havia convertit en el músic negre més influent i aclamat de principis de la dècada de 1970.
En l'estiu de 1973, Stevie va sofrir un accident de trànsit mentre estava de gira a Carolina del Nord, quan un cotxe en què anava va colpejar la part posterior d'un camió. Això el va mantenir en coma durant diversos dies i a conseqüència de l'accident el músic va perdre el sentit de l'olfacte i el gust, però malgrat aquest incident, la resta de la dècada va resultar gloriosa: de 1974 a 1977 Wonder va guanyar 14 Grammys incloent tres «discos de l'any» seguits per Innervisions, Fullfillingness first finale i Songs in the Key of Life, per a molts un dels millors discos de la història. Va ser un període molt ric en creativitat i premis per a Stevie, precursor en l'ocupació de sintetitzadors i font d'inspiració per als músics esdevenidors i de l'època.
La dècada acaba amb una banda sonora per al fals documental The secret life of plants, que malgrat no collir l'immens èxit comercial del disc anterior, va obtenir el disc de platí.

### 1980–1990: Període dels àlbums comercials
L'àlbum de la banda sonora principalment instrumental Journey Through The Secret Life of Plants (1979), va ser compost amb un sàmpler de música antiga anomenat Computer Music Melodian. També va ser el seu primer enregistrament digital, i un dels primers àlbums populars en utilitzar la tecnologia, que Wonder va utilitzar per a tots els enregistraments posteriors. Wonder va fer una breu gira amb una orquestra en suport de l'àlbum i va utilitzar un sampler Fairlight CMI a l'escenari. Aquell any Wonder també va escriure i produir l'èxit de ball Let's Get Serious, interpretat per Jermaine Jackson i classificat per Billboard com el senzill número 1 de R&B del 1980.
Hotter than July (1980) es va convertir en el primer àlbum senzill de Wonder de platí, i el seu senzill Happy Birthday va ser un vehicle d'èxit per a la seva campanya d'establir l'aniversari del Dr. Martin Luther King Jr. com a festa nacional. L'àlbum també incloïa Master Blaster (Jammin'), I Ain't Gonna Stand for It i la balada sentimental Lately.
El 1982, Wonder va llançar una retrospectiva del seu treball dels anys setanta amb Stevie Wonder's Original Musiquarium, que incloïa quatre cançons noves. També va obtenir un èxit número 1 aquell any en col·laboració amb Paul McCartney en el seu homenatge a l'harmonia racial, Ebony and Ivory.
El 1983, Wonder va interpretar la cançó Stay Gold, el tema de Rebels, adaptació cinematogràfica de Francis Ford Coppola de la novel·la d'S. E. Hinton. Wonder va escriure la lletra. El 1983, va programar un àlbum que es titularia People Work, Human Play. L'àlbum mai va aparèixer i, en canvi, el 1984 va veure el llançament de la banda sonora de Wonder per a La dona de vermell. El senzill principal, "I Just Called to Say I Love You", va ser un èxit de pop i R&B número 1 tant als Estats Units com al Regne Unit, on va ocupar el 13è lloc a la llista dels senzills més venuts al Regne Unit publicada el 2002. Va guanyar un Oscar a la millor cançó el 1985. Wonder va acceptar el premi en nom de Nelson Mandela i posteriorment va ser prohibit de totes les ràdios sud-africanes pel Govern de Sud-àfrica.
Amb motiu del seu 35è aniversari, Stevie Wonder va ser homenatjat pel Comitè Especial de les Nacions Unides contra l'Apartheid per la seva posició contra el racisme a Sud-àfrica aquell mateix any (1985). L'àlbum també va comptar amb una aparició convidada de Dionne Warwick, cantant el duet It's You amb Stevie i algunes cançons pròpies. Després de l'èxit de l'àlbum i el seu senzill principal, Wonder va fer una aparició a The Cosby Show, a l'episodi "A Touch of Wonder".
L'any següent In Square Circle va incloure l'èxit pop número 1 Part-Time Lover. L'àlbum també té un Top 10 Hit amb Go Home. També va incloure la balada Overjoyed, que havia escrit originalment per a Journey Through The Secret Life of Plants, però no la va incloure en l'àlbum.
Wonder va estar en un duet destacat amb Bruce Springsteen al senzill benèfic d'estrelles per combatre la fam a Àfrica, We Are the World, i va formar part d'un altre senzill benèfic l'any següent (1986), el That's What Friends Are For, inspirat en la SIDA. Va tocar l'harmònica a l'àlbum Dreamland Express de John Denver a la cançó If Ever, una cançó que Wonder va escriure amb Stephanie Andrews; va escriure la cançó I Do Love You per a the Beach Boys i va tocar l'harmònica a Can't Help Lovin' That Man a The Broadway Album de Barbra Streisand.
El 1987, Wonder va aparèixer a l'àlbum Bad de Michael Jackson, al duet Just Good Friends. Jackson també va cantar un duet amb ell titulat Get It a l'àlbum de Wonder de 1987 Characters. Aquest va ser un senzill d'èxit menor, igual que Skeletons i You Will Know. Wonder va tocar harmònica en un remake de la seva pròpia cançó, Have a Talk with God (de Songs in the Key of Life el 1976), a l'àlbum de Jon Gibson Body & Soul (1989).

### 1991–1999:Jungle Feveri Jocs Olímpics de 1996

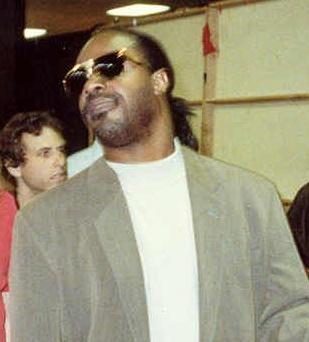
Wonder al backstage del Premis Grammy de 1990.

A la dècada de 1990, Wonder va continuar publicant material nou, però a un ritme més lent. Va gravar un àlbum de banda sonora per a la pel·lícula Jungle Fever de Spike Lee el 1991. D'aquest àlbum es van publicar senzills i vídeos de "Gotta Have You", "Fun Day", "These Three Words" i "Jungle Fever". La cara B del senzill "Gotta Have You" va ser "Feeding Off The Love of the Land", que es reproduïa durant els crèdits finals de la pel·lícula Jungle Fever però no es va incloure a la banda sonora. També es va publicar una versió per a piano i veu de "Feeding Off The Love of the Land" a la compilació Nobody's Child: Romanian Angel Appeal. Conversation Peace i l'àlbum en directe Natural Wonder es van publicar a la dècada de 1990.
El 1992, Wonder va actuar al Panafest, un nou festival internacional de música que se celebra cada dos anys a Ghana; va ser durant aquest viatge quan va compondre moltes de les cançons que apareixen a Conversation Peace, i va descriure en una entrevista de 1995 el poderós impacte que va tenir la seva visita a aquell país: "Només hi havia estat 18 hores quan vaig decidir que finalment m'hi mudaria de forma permanent". El 1994, com a copresident de Panafest d'aquell any, va ser titular d'un concert al Teatre Nacional a Accra.
Entre les seves altres activitats, Wonder va tocar l'harmònica en una pista de l'àlbum tribut Kiss My Ass: Classic Kiss Regrooved de 1994; va cantar a la cerimònoia de clausura del Jocs Olímpics d'estiu de 1996; va col·laborar el 1997 amb Babyface a "How Come, How Long", una cançó sobre violència domèstica que va ser nominada a un premi Grammy;
 va col·laborar amb Luciano Pavarotti per qui va compondre "Peace Wanted Just To Be Free" per un concert benèfic a Mòdena pels nens de Libèrie el 1988, va participar en la banda sonora de la pel·lícula de Disney Mulan amb la cançó que apareix als crèdits finals, "True to Your Heart" amb el grup 98 Degrees, i va tocar l'harmònica a l'àlbum "Brand New Day" de Sting el 1999. A principis de 1999, Wonder va actuar al espectacle del mig temps de la Super Bowl.
El maig de 1999, la Universitat Rutgers va concedir a Wonder un doctorat honorífic en belles arts. El desembre de 1999, Wonder va anunciar que estava interessat a buscar una pròtesi de retina intraocular per restaurar parcialment la seva vista.

### 2000–present: carrera posterior i col·laboracions

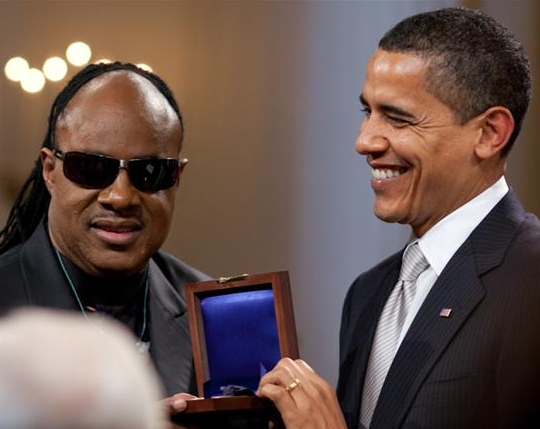
Barack Obama presentat Wonder amb el Premi Gershwin el 2009

Al segle XXI, Wonder va contribuir amb dues cançons noves a la banda sonora de l'àlbum Bamboozled de Spike Lee ("Misrepresented People" i "Some Years Ago"). Wonder va continuar gravant i interpretant; encara que principalment en aparicions ocasionals i actuacions com a convidat, va fer dues gires, i va llançar un àlbum de material nou, el 2005 A Time to Love. El juny de 2006, Wonder va fer una aparició com a convidat a l'àlbum The Big Bang de Busta Rhymes, a la cançó "Been through the Storm". Va tornar a aparèixer a "Conversations", l'últim tema de l'àlbum Tha Blue Carpet Treatment de Snoop Dogg. La cançó és un remake de "Have a Talk with God" de Songs in the Key of Life. El 2006, Wonder va fer un duet amb Andrea Bocelli a l'àlbum d'aquest últim Amore, tocant harmònica i fent veus addicionals a "Canzoni Stonate". Wonder també va actuar a la celebració "A Capitol Fourth" de 2006 a Washington, D.C. Les seves aparicions clau inclouen actuar a la cerimònia d'obertura dels Jocs Paralímpics d'hivern de 2002 a Salt Lake City, the 2005 Live 8 concert in Philadelphia, l'espectacle previ a la Superbowl del 2006, la Celebració Inaugural d'Obama al Memorial Lincoln el 2009, i la cerimònia d'obertura dels Special Olympics de 2011 a Atenes.
La mort de persones properes i estimades per a l'artista com Syreeta Wright (la seva ex dona i col·laboradora en els anys setanta), la seva mare Lula Mae Hardaway, Michael Jackson, el seu germà Larry Hardaway, Ray Charles, Gerald Levert, Luther Vandross, signifiquen un període trist per a Stevie Wonder. Wonder va cantar al funeral de Michael Jackson el 2009, al funeral d'Etta James, el 2012, un mes després al funeral de Whitney Houston, i al d'Aretha Franklin el 2018.
Com a nota positiva, Stevie rep la notificació per part de la Industry Association of America (RIAA) del certificat de 10 milions d'unitats venudes del mític doble LP Songs in the Key of Life, sent triat aquest disc també per formar part de la Biblioteca del Congrés dels Estats Units.

## Discografia
- Tribute To Uncle Ray (1962)
- The 12 Year Old Genius (1963) Motown
- With A Song In My Heart (1963)
- The Jazz Soul Of Little Stevie (1963)
- Stevie At The Beach (1964)
- Down To Earth (1966)
- Uptight (everything's alright) (1966)
- Someday At Christmas (1967)
- I Was Made To Love Her (1967)
- Eivets Rednow (Featuring Alfie) (1968)
- For Once In My Life (1968)
- Greatest Hits (1968) Motown
- My Cherie Amour (1969)
- Live at the Talk of The Town (1970)
- Signed, Sealed & Delivered (1970) Motown
- Live In Person (1970) Motown
- Where I'm Coming From (1971) Motown
- Stevie Wonder's Greatest Hits Vol. 2 (1971) Motown
- Music of My Mind (1972) Motown
- Talking Book (1972) Motown
- Innervisions (1973) Motown
- Fulfillingness' First Finale (1974) Motown
- Songs in the Key of Life (1976) Motown
- Looking Back (1977) Motown
- Journey Through the Secret Life of Plants (1979) Motown
- Hotter Than July (1980) Motown
- Original Musiquarium I (1982) Motown
- The Woman In Red (1984) Motown
- In Square Circle (1985) Motown
- Characters (1987) Motown
- Jungle Fever (1991) Motown
- Conversation Peace (1995) Motown
- Natural Wonder (1995) Motown
- Song Review (1996) Motown
- Ballad Collection (1999) Universal
- At The Close Of a Century (1999) Motown
- Bamboozled (2000) Motown
- The Definitive Collection (2002) Motown
- Conception: An Interpretation of Stevie Wonder's Songs (2003) Motown
- A Time To Love (2005) Motown

## Guardons

### Premis Grammy
Wonder ha guanyat 25 Premis Grammy, així com un Premi Grammy a la trajectòria el 1996. És un dels dos artistes o grups que han guanyat tres vegades el Grammy a l'àlbum de l'any com a artista principal acreditat, juntament amb Frank Sinatra. Wonder és l'únic artista que ha guanyat el premi amb tres llançaments consecutius.
| Premis Grammy | Premis Grammy                                                                                                  | Premis Grammy                     |
| Any | Premi | Títol                             |
| --- | --- | --------------------------------- |
| 1973 | Millor cançó R&B                                                                                               | "Superstition"                    |
| 1973 | Millor actuació vocal R&B, masculina                                                                           | "Superstition"                    |
| 1973 | Millor actuació vocal pop, masculina                                                                           | "You are the Sunshine of My Life" |
| 1973 | Àlbum de l'any                                                                                                 | Innervisions                      |
| 1974 | Millor cançó R&B                                                                                               | "Living for the City"             |
| 1974 | Millor actuació vocal R&B, masculina                                                                           | "Boogie on Reggae Woman"          |
| 1974 | Millor actuació vocal pop, masculina                                                                           | Fulfillingness' First Finale      |
| 1974 | Àlbum de l'any                                                                                                 | Fulfillingness' First Finale      |
| 1976 | Millor actuació vocal R&B, masculina                                                                           | "I Wish"                          |
| 1976 | Millor actuació vocal pop, masculina                                                                           | Songs in the Key of Life          |
| 1976 | Millor productor de l'any, no clàssic*                                                                         | N/A                               |
| 1976 | Àlbum de l'any                                                                                                 | Songs in the Key of Life          |
| 1985 | Millor actuació vocal R&B, masculina                                                                           | In Square Circle                  |
| 1986 | Millor actuació per un duo o grup amb vocalista (premiat a Dionne Warwick, Elton John, Gladys Knight i Wonder) | "That's What Friends Are For"     |
| 1995 | Millor cançó R&B                                                                                               | "For Your Love"                   |
| 1995 | Millor actuació vocal R&B, masculina                                                                           | "For Your Love"                   |
| 1998 | Millor arranjament acompanyant vocalista/es (premiat a Herbie Hancock, Robert Sadin i Wonder)                  | "St. Louis Blues"                 |
| 1998 | Millor actuació vocal R&B, masculina                                                                           | "St. Louis Blues"                 |
| 2002 | Millor actuació per un duo o grup amb vocalista (premiat a Wonder i Take 6)                                    | "Love's in Need of Love Today"    |
| 2005 | Millor actuació vocal R&B, masculina                                                                           | "From the Bottom of My Heart"     |
| 2005 | Millor actuació per un duo o grup amb vocalista (premiat a Beyoncé i Wonder)                                   | "So Amazing"                      |
| 2006 | Millor col·laboració Pop amb vocalista (premiat a Tony Bennett i Wonder)                                       | "For Once in My Life"             |
| - Entre 1965 i 1980, un artista autoproduït rebia un premi Grammy com a artista i un altre com a productor en les categories de Disc de l'any i Àlbum de l'any. | |                                   |

| 1967 | "Uptight"                                                 | Millor gravació Rhythm & Blues                                                     | Nominat   |
| 1967 | "Uptight"                                                 | Millor actuació vocal R&B, masculina                                               | Nominat   |
| 1969 | "For Once in My Life"                                     | Millor actuació vocal R&B, masculina                                               | Nominat   |
| 1971 | "Signed, Sealed, Delivered I'm Yours"                     | Millor cançó Rhythm & Blues                                                        | Nominat   |
| 1971 | "Signed, Sealed, Delivered I'm Yours"                     | Millor actuació vocal R&B, masculina                                               | Nominat   |
| 1972 | "We Can Work It Out"                                      | Millor actuació vocal R&B, masculina                                               | Nominat   |
| 1974 | "Superstition"                                            | Millor actuació vocal R&B, masculina                                               | Guanyador |
| 1974 | "Superstition"                                            | Millor cançó Rhythm & Blues                                                        | Guanyador |
| 1974 | "You Are the Sunshine of My Life"                         | Millor actuació vocal pop, masculina                                               | Guanyador |
| 1974 | "You Are the Sunshine of My Life"                         | Gravació de l'any                                                                  | Nominat   |
| 1974 | "You Are the Sunshine of My Life"                         | Cançó de l'any                                                                     | Nominat   |
| 1974 | Innervisions                                              | Àlbum de l'any                                                                     | Guanyador |
| 1975 | Fulfillingness' First Finale                              | Àlbum de l'any                                                                     | Guanyador |
| 1975 | Fulfillingness' First Finale                              | Millor actuació vocal pop, masculina                                               | Guanyador |
| 1975 | "Boogie On Reggae Woman"                                  | Millor actuació vocal R&B, masculina                                               | Guanyador |
| 1975 | "Living for the City"                                     | Millor cançó Rhythm & Blues                                                        | Guanyador |
| 1975 | "Tell Me Something Good"                                  | Millor cançó Rhythm & Blues                                                        | Nominat   |
| 1975 | Stevie Wonder                                             | Millor producció de l'any, no clàssica                                             | Nominat   |
| 1977 | Stevie Wonder                                             | Millor producció de l'any, no clàssica                                             | Guanyador |
| 1977 | "Contusion"                                               | Millor actuació pop instrumental                                                   | Nominat   |
| 1977 | "Contusion"                                               | Millor composició instrumental                                                     | Nominat   |
| 1977 | "Have A Talk With God"                                    | Millor actuació inspiracional                                                      | Nominat   |
| 1977 | Songs in the Key of Life                                  | Àlbum de l'any                                                                     | Guanyador |
| 1977 | Songs in the Key of Life                                  | Millor actuació vocal pop, masculina                                               | Guanyador |
| 1977 | "I Wish"                                                  | Millor actuació vocal R&B, masculina                                               | Guanyador |
| 1981 | "Master Blaster (Jammin')"                                | Millor actuació vocal R&B, masculina                                               | Nominat   |
| 1981 | Stevie Wonder's Journey Through The Secret Life Of Plants | Millor Àlbum de Música Original escrita per una pel·lícula o especial de televisió | Nominat   |
| 1981 | Stevie Wonder                                             | Productor de l'any (No clàssic)                                                    | Nominat   |
| 1981 | "Let's Get Serious"                                       | Millor cançó Rhythm & Blues                                                        | Nominat   |
| 1983 | "That Girl"                                               | Millor cançó Rhythm & Blues                                                        | Nominat   |
| 1983 | "Do I Do"                                                 | Millor cançó Rhythm & Blues                                                        | Nominat   |
| 1983 | "Do I Do"                                                 | Millor actuació vocal R&B, masculina                                               | Nominat   |
| 1983 | "Do I Do"                                                 | Millor arranjament instrumental acompanyant vocalista/es                           | Nominat   |
| 1983 | "Ebony and Ivory"                                         | Gravació de l'any                                                                  | Nominat   |
| 1983 | "Ebony and Ivory"                                         | Millor actuació pop per un duo o grup amb vocalista                                | Nominat   |
| 1983 | "What's That You're Doing"                                | Millor actuació R&B per un duo o grup amb vocalista                                | Nominat   |
| 1985 | "I Just Called to Say I Love You"                         | Cançó de l'any                                                                     | Nominat   |
| 1985 | "I Just Called to Say I Love You"                         | Millor actuació vocal pop, masculina                                               | Nominat   |
| 1985 | "I Just Called to Say I Love You (Instrumental)"          | Millor actuació instrumental pop                                                   | Nominat   |
| 1985 | The Woman In Red                                          | Millor actuació vocal R&B, masculina                                               | Nominat   |
| 1986 | In Square Circle                                          | Millor actuació vocal R&B, masculina                                               | Guanyador |
| 1986 | "Part-Time Lover"                                         | Millor actuació vocal pop, masculina                                               | Nominat   |
| 1987 | "That's What Friends Are For"                             | Millor actuació pop per un duo o grup amb vocalista                                | Guanyador |
| 1987 | "That's What Friends Are For"                             | Gravació de l'any                                                                  | Nominat   |
| 1988 | "Skeletons"                                               | Millor cançó de Rhythm & Blues                                                     | Nominat   |
| 1988 | "Skeletons"                                               | Millor actuació vocal R&B, masculina                                               | Nominat   |
| 1989 | Characters                                                | Millor actuació vocal R&B, masculina                                               | Nominat   |
| 1992 | "Gotta Have You"                                          | Millor actuació vocal R&B, masculina                                               | Nominat   |
| 1992 | "Gotta Have You"                                          | Millor cançó escrita específicament per una pel·lícula o per a la televisió        | Nominat   |
| 1992 | "Jungle Fever"                                            | Millor cançó escrita específicament per una pel·lícula o per a la televisió        | Nominat   |
| 1996 | "For Your Love"                                           | Millor actuació vocal R&B, masculina                                               | Guanyador |
| 1996 | "For Your Love"                                           | Best Rhythm & Blues Song                                                           | Guanyador |
| 1997 | "Kiss Lonely Goodbye (Harmonica with Orchestra)"          | Millor actuació instrumental pop                                                   | Nominat   |
| 1998 | "How Come, How Long"                                      | Millor video musical de format curt                                                | Nominat   |
| 1998 | "How Come, How Long"                                      | Millor col·laboració pop amb vocalistes                                            | Nominat   |
| 1999 | "How Come, How Long" (en viu)                             | Millor col·laboració pop amb vocalistes                                            | Nominat   |
| 1999 | "St. Louis Blues"                                         | Millor actuació vocal R&B, masculina                                               | Guanyador |
| 1999 | "St. Louis Blues"                                         | Millor arranjament instrumental acompanyant vocalista/es                           | Guanyador |
| 2003 | "Love's In Need Of Love Today"                            | Millor actuació R&B per un duo o grup amb vocalista                                | Guanyador |
| 2003 | "Christmas Song"                                          | Millor col·laboració pop amb vocalista                                             | Nominat   |
| 2005 | "Moon River"                                              | Millor col·laboració pop amb vocalista                                             | Nominat   |
| 2006 | "A Time To Love"                                          | Millor col·laboració pop amb vocalista                                             | Nominat   |
| 2006 | A Time To Love                                            | Millor àlbum de R&B                                                                | Nominat   |
| 2006 | "So What the Fuss"                                        | Millor actuació vocal R&B, masculina                                               | Nominat   |
| 2006 | "How Will I Know"                                         | Millor actuació R&B per un duo o grup amb vocalista                                | Nominat   |
| 2006 | "So Amazing"                                              | Millor actuació R&B per un duo o grup amb vocalista                                | Guanyador |
| 2006 | "From The Bottom Of My Heart"                             | Millor actuació vocal R&B, masculina                                               | Guanyador |
| 2007 | "For Once in My Life"                                     | Millor col·laboració pop amb vocalista                                             | Guanyador |
| 2009 | "Never Give You Up"                                       | Millor actuació R&B per un duo o grup amb vocalista                                | Nominat   |
| 2010 | "All About the Love Again"                                | Millor actuació vocal pop, masculina                                               | Nominat   |

### Altres premis i reconeixements
Wonder ha rebut una sèrie de premis, tant per la seva música com pel seu treball en matèria de drets civils, inclòs un premi a tota la vida del Museu Nacional dels Drets Civils, sent nomenat un dels missatgers de la pau de les Nacions Unides, i va guanyar una Medalla Presidencial de la Llibertat del president Barack Obama el 2014.
El desembre de 2016, la Ciutat de Detroit va reconèixer el llegat de Wonder rebatejant una part del carrer de la seva infància, Milwaukee Avenue West, entre Woodward Avenue i Brush Street, com a "Stevie Wonder Avenue". També va rebre una clau honorífica de la ciutat, presentada per l'alcalde Mike Duggan.
| Premis i reconeixements |
| --- |
| - 1983: inclòs al Saló de la Fama dels Compositors. - 1984: va rebre un Oscar a la millor cançó original per I Just Called to Say I Love You de la pel·lícula La dona de vermell. - 1989: inclòs al Rock and Roll Hall of Fame. - 1994: Estrella al Passeig de la Fama de Hollywood. - 1999: va rebre el Polar Music Prize i el Kennedy Center Honors. - 2002: va rebre el George and Ira Gershwin Lifetime Achievement Award. El mateix any va rebre el Premi per tota a una vida Sammy Cahn del Songwriters Hall of Fame. - 2004: va rebre el Billboard Century Award. També el 2004, Rolling Stone el va classificar el núm. 15 en la seva llista dels 100 Greatest Rock and Roll Artists of All Time. - 2006: va ser inclòs com un dels primers al Michigan Walk of Fame. - 2006: Receptor d'un premi a l'èxit de tota la vida de la National Civil Rights Museum a Memphis, Tennessee. - 2008: classificat al cinquè lloc de "The Billboard Hot 100 Top All-Time Artists", convertint-lo en el tercer artista masculí amb més èxit de la història de la llista Billboard Hot 100. - 23 de febrer de 2009: Receptor del segon Premi Gershwin per a la cançó popular de la Biblioteca del Congrés, homenatjat pel president nord-americà Barack Obama a la Casa Blanca. - 2009: Receptor del Montreal Jazz Festival Spirit Award. Aquest premi especial subratlla l'extraordinària contribució d'un artista popular al món musical. El Premi Spirit del Festival de Jazz de Montreal és de bronze. - 2009: nomenat Missatger de la Pau per les Nacions Unides. - 6 març 2010: nomenat comandant de l'Orde de les Arts i les Lletres pel ministre de Cultura francès Frédéric Mitterrand. Wonder havia de ser investit amb aquest honor el 1981, però els problemes de programació van impedir que això passés. El mateix dia també es va lliurar un premi per a la seva trajectòria a Wonder, als premis musicals més importants de França. - Juny 2011: l'Apollo Theater va introduir Wonder al Saló de la Fama d'Apollo Legends. - 2012: Recipient del Billboard Icon Award. - 2013: Va rebre el premi Music Makes One Global Ambassador de la cerimònia de lliurament dels premis musicals destacats d'Àsia i el món, els Mnet Asian Music Awards. - 2014: Recipient de la Medalla Presidencial de la Llibertat. - 2014: Recipient del Premi Centennari ASCAP. - 2021: membre fundador del Black Music and Entertainment Walk of Fame. - 2022: Receptor del Premi Icona inaugural del Legal Defense Fund. |